# مارک رولستون
مارک رولستون (انگلیسی: Mark Rolston؛ زاده ۷ دسامبر ۱۹۵۶) یک هنرپیشه اهل ایالات متحده آمریکا است. وی از سال ۱۹۸۰ میلادی تاکنون مشغول فعالیت بوده‌است.
از فیلم‌ها یا برنامه‌های تلویزیونی که وی در آن نقش داشته است می‌توان به بیگانه‌ها، رستگاری در شاوشنک، رفتگان، ساعت شلوغی، اره ۵، اره ۶، علف و شهادت بدن اشاره کرد.